# Robert Menendez
Robert „Bob” Menendez (ur. 1 stycznia 1954 w Nowym Jorku) – amerykański polityk, senator ze stanu New Jersey, członek Partii Demokratycznej. Wyznaczony do Senatu w styczniu 2006 przez nowo wybranego gubernatora stanu New Jersey Jona Corzine’a, który po zwycięstwie w wyborach musiał opuścić swoje miejsce w Senacie i mianować swojego następcę w tej izbie.
Kandydował na pierwszą pełną kadencję, w wyborach mających 7 listopada 2006. Jego przeciwnikiem z Partii Republikańskiej był syn byłego gubernatora i stanowy senator Thomas Kean Jr. Wybory wygrał.
Jego rodzice byli imigrantami z Kuby.
W 2015 roku Menendez został oskarżony o korupcję na szczeblu federalnym; ława przysięgłych nie była w stanie wydać werdyktu, a zarzuty zostały wycofane w 2018 roku. W kwietniu 2018 r. Senacka Komisja Etyki Stanów Zjednoczonych "surowo upomniała" Menendeza za przyjmowanie prezentów od darczyńcy Salomona Melgena bez uzyskania zgody komisji, za nieujawnienie niektórych prezentów oraz za wykorzystywanie swojej pozycji senatora do wspierania interesów Melgena. We wrześniu 2023 r. Menendez został ponownie oskarżony pod federalnym zarzutem korupcji, w którym zarzucano mu wspieranie i przekazywanie poufnych informacji rządowi Egiptu.